# Can Poll
Can Poll és una masia de Sils (Selva) inclosa a l'Inventari del Patrimoni Arquitectònic de Catalunya.

## Descripció
Edifici de dues plantes i coberta a dues aigües de vessants laterals i cornisa catalana. Les obertures de la façana estan emmarcades amb pedra i una d'elles, a la planta baixa i al costat esquerre de la porta principal, té una reixa de ferro forjat quadriculada que la protegeix. El portal, a diferència de les finestres, té una llinda monolítica d'arc molt rebaixat amb la inscripció: "AÑ. 1825". A la façana, a l'esquerra, hi ha una placa de ceràmica vidriada amb el nom de "Can Poll" i a l'altre costat el número 36, amb el mateix tipus de rajola. La casa ha estat restaurada però es conserven a la vista, sense ser rebossats, els angles amb grans carreus ben tallats per reforçar. De la construcció destaca adossat perpendicularment a la façana l'antic forn, també restaurat. El parament és de maçoneria arrebossada i pintada de color crema. Al costat esquerre s'hi ha afegit un cos que fa de garatge.